# Pimelodella avanhandavae
Pimelodella avanhandavae är en fiskart som beskrevs av Eigenmann, 1917. Pimelodella avanhandavae ingår i släktet Pimelodella och familjen Heptapteridae. Inga underarter finns listade i Catalogue of Life.